# بریجید برنا
بریجید بـِرَنا (انگلیسی: Brigid Brannagh؛ زادهٔ ۳ اوت ۱۹۷۲) یک هنرپیشه اهل ایالات متحده آمریکا است.

## گزیدهٔ آثار

### سینما
- آنها در حال تماشا هستند (۲۰۱۶)

### تلویزیون
- ذهن‌های مجرم (۲۰۱۱)
- ان‌سی‌آی‌اس (۲۰۰۵)
- ۲۴ (۲۰۰۴)
- پیشتازان فضا: انترپرایز (۲۰۰۳)
- سی‌اس‌آی (۲۰۰۱)
- نسخه اولیه (۲۰۰۰)
- افسون‌شده (۱۹۹۹)
- دارما و گرگ (۱۹۹۸)
- بخش فوریت‌های پزشکی (۱۹۹۴)